# コーポラル (潜水艦)
コーポラル (USS Corporal, SS-346) は、アメリカ海軍の潜水艦。バラオ級潜水艦の一隻。艦名はコイ科の淡水魚フォールフィッシュの別名に因んで命名された。

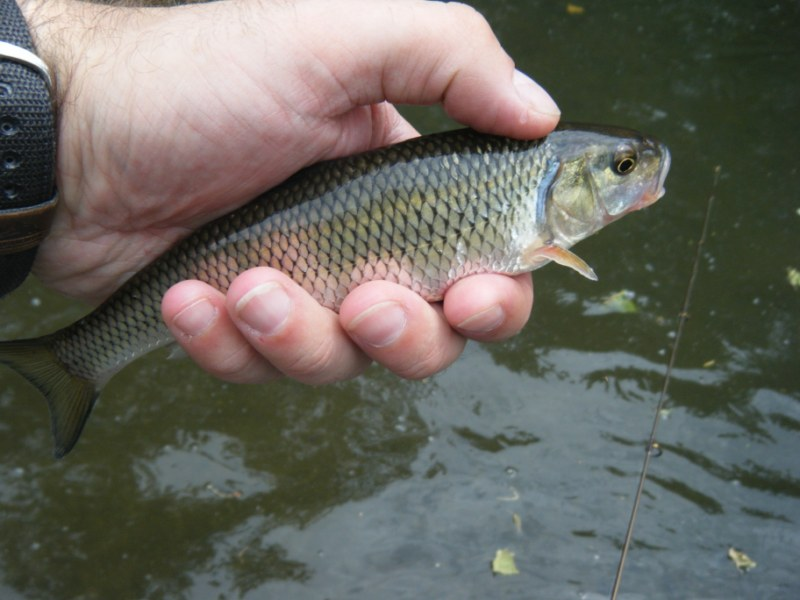
フォールフィッシュ（通称Corporal）

## 艦歴
コーポラルは1944年4月27日にコネチカット州グロトンのエレクトリック・ボート社で起工した。1945年6月10日にH・C・ウィック夫人によって命名、進水し、1945年11月9日に艦長E・E・シェルビー中佐の指揮下就役する。
就役後、大西洋艦隊に配属されたコーポラルは1946年1月8日にニューロンドンを出航し母港のフロリダ州キーウェストに向かう。キーウェストには2月25日に到着し、その後フロリダ沖、バミューダ、カリブ海で対潜水艦戦技術開発や艦隊演習に参加する。1947年2月26日にコネチカット州グロトンに帰還し、広範囲な近代化が行われた。改修後1948年3月2日にキーウェストに戻る。
コーポラルはフロリダ沖およびカリブ海で訓練と演習を継続し、1952年7月16日から10月15日まで第6艦隊と共に地中海に展開した。キーウェストに帰還すると大西洋、カリブ海での大規模艦隊演習に参加する。その後1957年3月11日から5月16日までイギリス諸島を巡航し、キーウェストに戻ると艦隊ソナー学校の訓練任務に従事した。1958年から59年にかけて砲撃訓練を頻繁に行い、1959年8月からはサウスカロライナ州チャールストンを母港として東海岸を広範囲に巡航した。1960年12月にコーポラルは西ドイツに巡航し、その後地中海で第6艦隊に合流する。
コーポラルはGUPPY III改修が行われ、60年代後半から70年代初めの冷戦期に様々な作戦活動に従事した。北海から北極圏を定期的に通過し、地中海の巡航、カリブ海での作戦活動およびニューロンドンの潜水学校での水兵訓練を定期的に行った。

### トルコ海軍で
コーポラルは1973年11月21日に退役し、同日除籍された。相互防衛援助計画の下トルコ海軍に移管される。1974年2月12日にコーポラルはイキンジ・イニョニュ (TCG 2. İnönü, S 333) と改名された。艦名はトルコ革命における第二次イニョニュの戦いに因んだもので、その名を持つ艦としては4隻目であった。
イキンジ・イニョニュは1996年9月2日にトルコ海軍を除籍され、スクラップとして廃棄された。現在後部魚雷発射管を含む船体の一部がイスタンブールの海軍博物館で展示されている。